# Selección de baloncesto 3x3 de Australia
La selección de baloncesto 3x3 de Australia es el combinado que representa a Australia en las competiciones internacionales de la modalidad de baloncesto 3×3 masculino, gobernada por Basketball Australia.

## Jugadores

### Plantilla actual
Lista ampliada de convocados para la Copa Mundial de Baloncesto 3x3 de 2023, que se celebrará del 30 de mayo al 4 de junio en Austria.

## Historial

### Copa Mundial
| Año   | Puesto       |
| ----- | ------------ |
| 2012  | No clasificó |
| 2014  | No clasificó |
| 2016  | No clasificó |
| 2017  | No clasificó |
| 2018  | No clasificó |
| 2019  | 10.°         |
| 2022  | No clasificó |
| 2023  | Clasificado  |
| Total | 2/8          |

### Copa Asiática
| Año   | Puesto      |
| ----- | ----------- |
| 2017  | Semifinales |
| 2018  | Campeón     |
| 2019  | Campeón     |
| 2022  | Campeón     |
| 2023  | Clasificado |
| Total |             |